# Geely Icon

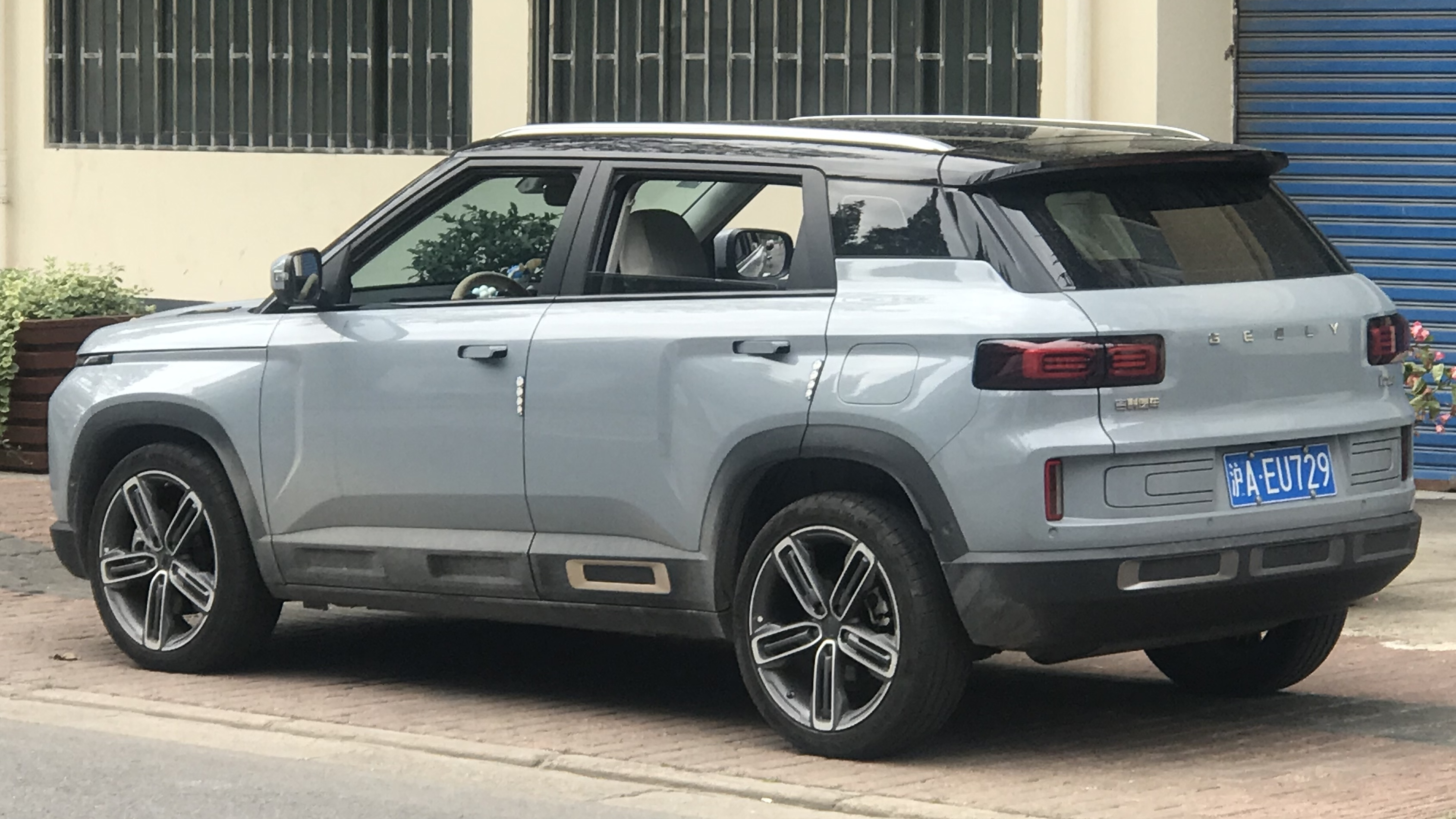
Heckansicht

Der Geely Icon ist ein Kompakt-SUV des chinesischen Automobilherstellers Geely im kubistischen Design.

## Geschichte
Bereits auf der Beijing Auto Show im April 2018 präsentierte Geely den Icon als Konzeptfahrzeug. Vorgestellt wurde das Serienfahrzeug im November 2019 auf der Guangzhou Auto Show. Nur dort konnte auch das auf 2020 Exemplare limitierte Sondermodell „Milky Way“ erworben werden. Bereits nach 15 Minuten war es ausverkauft. Seit Februar 2020 wird in China die Serienversion vertrieben. Vorerst wird der Icon in zwei Varianten angeboten. Eine überarbeitete Version wurde im Februar 2022 vorgestellt. Im August 2022 kam sie in den Handel. Eine weitere Modellpflege folgte im Juli 2025.
Als Reaktion auf die COVID-19-Pandemie, die zum Zeitpunkt der Einführung des Icon in China ihren Höhepunkt hatte, verkündete Geely, dass im Icon ein neues intelligentes Luftaufbereitungssystem zum Einsatz kommt, das 95 Prozent der Partikel mit einem Durchmesser von größer 0,3 Mikrometern davon abhalten soll, in den Innenraum zu gelangen. Da Coronaviren häufig kleiner als 0,3 Mikrometer sind, wird der Schutz vor diesen Erregern jedoch angezweifelt.

## Technische Daten
Angetrieben wurde das SUV zum Marktstart vom aus dem Volvo XC40 bekannten 1,5-Liter-Dreizylinder-Ottomotor. Gegen Aufpreis ist der Antrieb auch als 48-Volt-Mild-Hybrid erhältlich. Mit dem Facelift 2022 kommt ein 1,5-Liter-Vierzylinder-Ottomotor zum Einsatz.
|                                             | 260T                         | 1.5T                             | 300T BSG (48V)                            |
| Bauzeitraum                                 | 02/2020–08/2022              | seit 08/2022                     | 02/2020–08/2022                           |
| Motorkenndaten                              |                              |                                  |                                           |
| Motortyp                                    | R3-Ottomotor                 | R4-Ottomotor                     | R3-Ottomotor + Elektromotor (Mild-Hybrid) |
| Motoraufladung                              | Turbolader                   | Turbolader                       | Turbolader                                |
| Hubraum                                     | 1477 cm³                     | 1499 cm³                         | 1477 cm³                                  |
| max. Leistung Verbrennungsmotor bei min−1   | 130 kW (177 PS) bei 5500/min | 133 kW (181 PS) bei 5500/min     | 130 kW (177 PS) bei 5500/min              |
| max. Leistung Elektromotor                  | —                            | —                                | 10 kW (14 PS)                             |
| max. Systemleistung                         | —                            | —                                | 140 kW (190 PS)                           |
| max. Drehmoment bei min−1                   | 255 Nm bei 1500–4000/min     | 290 Nm bei 2000–3500/min         | 255 Nm bei 1500–4000/min                  |
| max. Drehmoment Elektromotor                | —                            | —                                | 45 Nm                                     |
| max. Systemdrehmoment                       | —                            | —                                | 300 Nm                                    |
| Kraftübertragung                            |                              |                                  |                                           |
| Antrieb, serienmäßig                        | Vorderradantrieb             | Vorderradantrieb                 | Vorderradantrieb                          |
| Getriebe, serienmäßig                       | 6-Stufen-Automatikgetriebe   | 7-Stufen-Doppelkupplungsgetriebe | 7-Stufen-Doppelkupplungsgetriebe          |
| Messwerte                                   |                              |                                  |                                           |
| Höchstgeschwindigkeit                       | 190 km/h                     | 200 km/h                         | 190 km/h                                  |
| Beschleunigung, 0–100 km/h                  | k. A.                        | 7,9 s                            | 7,9 s                                     |
| Kraftstoffverbrauch auf 100 km (kombiniert) | 6,9 l Super                  | 6,3 l Super                      | 5,7 l Super                               |
| Tankinhalt                                  | 51 l                         | 51 l                             | 51 l                                      |
| Abgasnorm                                   | China VI                     | China VI                         | China VI                                  |